# Diocesi di Hengyang
La diocesi di Hengyang (in latino: Dioecesis Hemceuvensis) è una sede della Chiesa cattolica in Cina suffraganea dell'arcidiocesi di Changsha. Nel 1950 contava 12.085 battezzati su 3.000.000 di abitanti. La sede è vacante.

## Territorio
La diocesi comprende parte della provincia cinese di Hunan.
Sede vescovile è la città di Hengyang.

## Storia
Il vicariato apostolico di Hengzhou (Hengyang o Hengchow) fu eretto il 23 luglio 1930 con il breve Ex hac di papa Pio XI, ricavandone il territorio dal vicariato apostolico di Changsha (oggi arcidiocesi).
L'11 aprile 1946 il vicariato apostolico è stato elevato a diocesi con la bolla Quotidie Nos di papa Pio XII.
In seguito all'espulsione dei missionari stranieri, il vescovo Joseph Wan Tsu-Chang venne arrestato e sostituito da Tarcisius Guo Ze-qian, consacrato nel 1958 e suicida nel 1977.
Con il ristabilimento dei culti agli inizi degli anni ottanta e alla riformulazione delle circoscrizioni ecclesiastiche ad opera dell'Associazione patriottica cattolica cinese, l'antica diocesi, assieme a tutte quelle dello Hunan, sono state accorpate a formare la "diocesi di Hunan" con sede a Changsha.

## Cronotassi dei vescovi
Si omettono i periodi di sede vacante non superiori ai 2 anni o non storicamente accertati.
- Raffaele Angelo Palazzi, O.F.M. † (23 luglio 1930 - 1º febbraio 1951 dimesso[3])
- Joseph Wan Tsu-Chang, O.F.M. † (14 febbraio 1952 - marzo 1961 deceduto)
  - Sede vacante
  - Tarcisius Guo Ze-qian † (26 ottobre 1958 consacrato - 1977 deceduto)

## Statistiche
La diocesi nel 1950 su una popolazione di 3.000.000 di persone contava 12.085 battezzati, corrispondenti allo 0,4% del totale.
| anno | popolazione | popolazione | popolazione | presbiteri | presbiteri | presbiteri | presbiteri                | diaconi | religiosi | religiosi | parrocchie |
| anno | battezzati  | totale      | %           | numero     | secolari   | regolari   | battezzati per presbitero | diaconi | uomini    | donne     | parrocchie |
| ---- | ----------- | ----------- | ----------- | ---------- | ---------- | ---------- | ------------------------- | ------- | --------- | --------- | ---------- |
| 1950 | 12.085      | 3.000.000   | 0,4         | 23         | 12         | 11         | 525                       |         | 3         | 23        |            |